# Cockaponset State Forest
Cockaponset State Forest ist der zweitgrößte State Forest im US-Bundesstaat Connecticut. Er umfasst mehr als 65 km² (16.000 acres) an Land auf verschiedenen Parzellen. Die meisten Parzellen liegen in  Middlesex County, einige weitere Landstücke liegen im Gebiet des New Haven County. Kommunal gehören die Parzellen zu Haddam, Chester, Deep River, Killingworth, Durham, Guilford, Madison, Clinton, Westbrook, Middletown and Middlefield. Der Name stammt von einem Indianer-Häuptling, dessen Begräbnisplatz in Haddam liegt.

## Geographie
Die unterschiedlichen Stücke des Forsts liegen relativ geballt entlang und südwestlich der Connecticut Route 9 und nördlich der Interstate 95. Somit auch westlich des Connecticut River. Nahegelegene und teilweise angrenzende State Parks sind Seven Falls State Park, Millers Pond State Park, Haddam Meadows State Park, Higganum Reservoir State Park, Chatfield Hollow State Park und die Canfield Woods. Alle Parzellen sind durchzogen von kleinen Zuflüssen des Connecticut River und im Süden von kleinen Flüssen, die direkt in den Long Island Sound münden. Dazu gehören Pole Bridge Brook, Turkey Hill Brook und andere Zuflüsse des Mill Creek, Chester Creek, Pattaconk Brook, Deep River, Falls River und Menunketesuck River. Häufig sind diese Flüsse zu kleinen Seen angestaut. Die Waldstücke schmiegen sich in die mehr oder weniger hügelige Landschaft Neuenglands. Die höchste Erhebung ist 131 m (430 ft) hoch.

### Chester Cedar Swamp
Eine Parzelle des Forsts ist bekannt als Chester Cedar Swamp der bereits 1973 zum National Natural Landmark erklärt wurde. Zusammen mit dem Pachaug-Great Meadow Swamp ist er einer der schönsten verbleibenden Beispiele für einen Atlantic white cedar forest. Dieser Waldtyp ist bedroht, da er nach und nach von Hemlock-Wäldern verdrängt wird.

### Wanderwege
Das Connecticut Department of Energy and Environmental Protection (CT DEEP) betreut ein System von Wanderwegene mit einer Länge von 32 km ausgehend vom Pattaconk Reservoir Recreation Area bei Chester. Diese Wege gruppieren sich um den landschaftlich schönen Pattaconk Lake, wo es auch die Möglichkeit gibt zu schwimmen, zu angeln und Boot zu fahren. Darüber hinaus gibt es noch mehr als 160 km Wanderwege, die nicht in der Verantwortung des CT DEEP liegen. Laut der Verwaltung von Chatfield Hollow State Park sind viele dieser Wege unmarkiert, noch nicht geplant oder erst für zukünftige Einrichtung vorgesehen.

### Pine Ledge

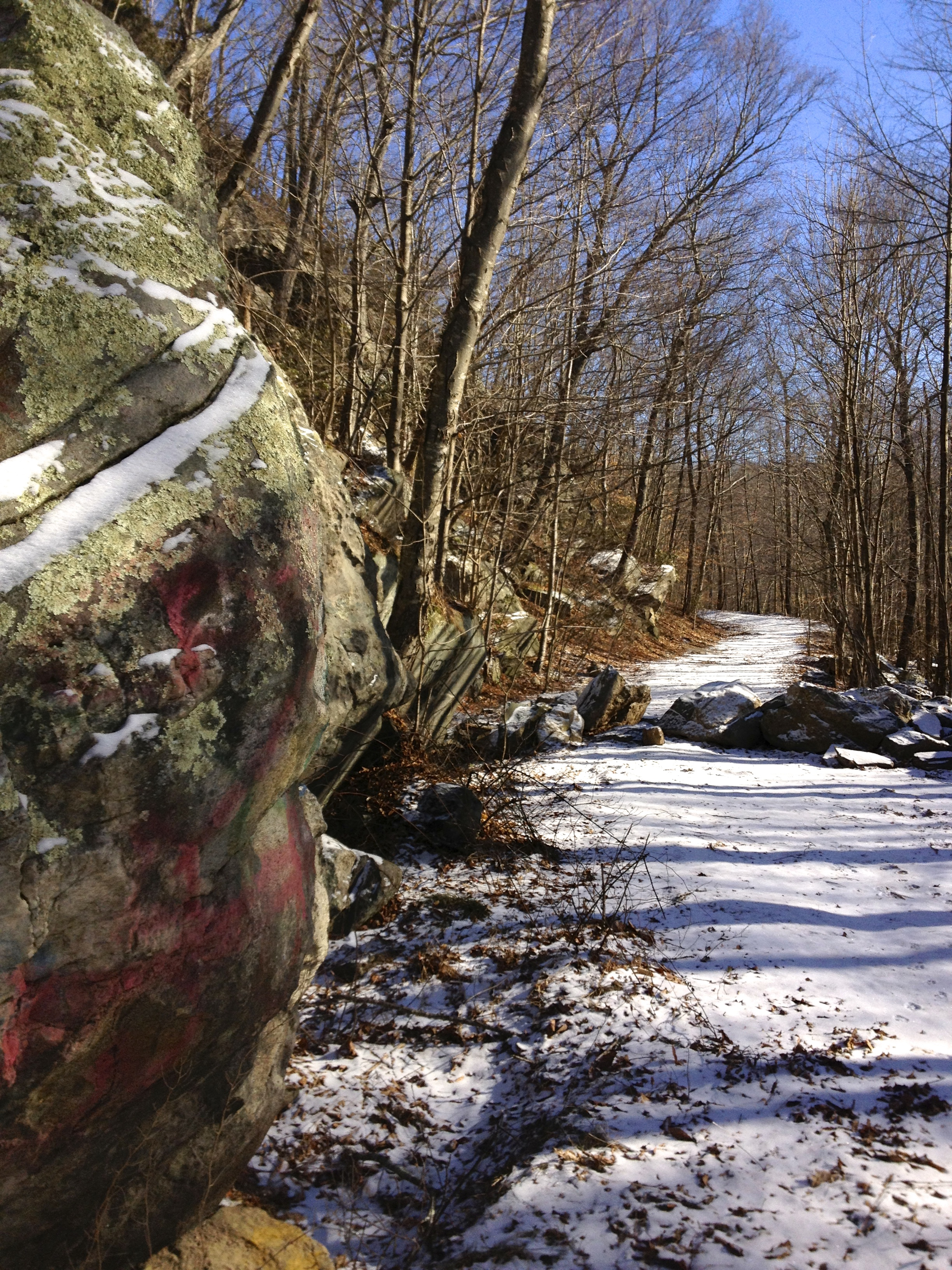
Sperre auf einer für Fahrzeuge nicht zugelassenen Straße der Pine Ledge Road/Trail leading away from Pine Ledge towards CT Route 9 in Connecticut's Cockaponset State Forest Winthrop/Great Swamp/Pine Ledge Block.

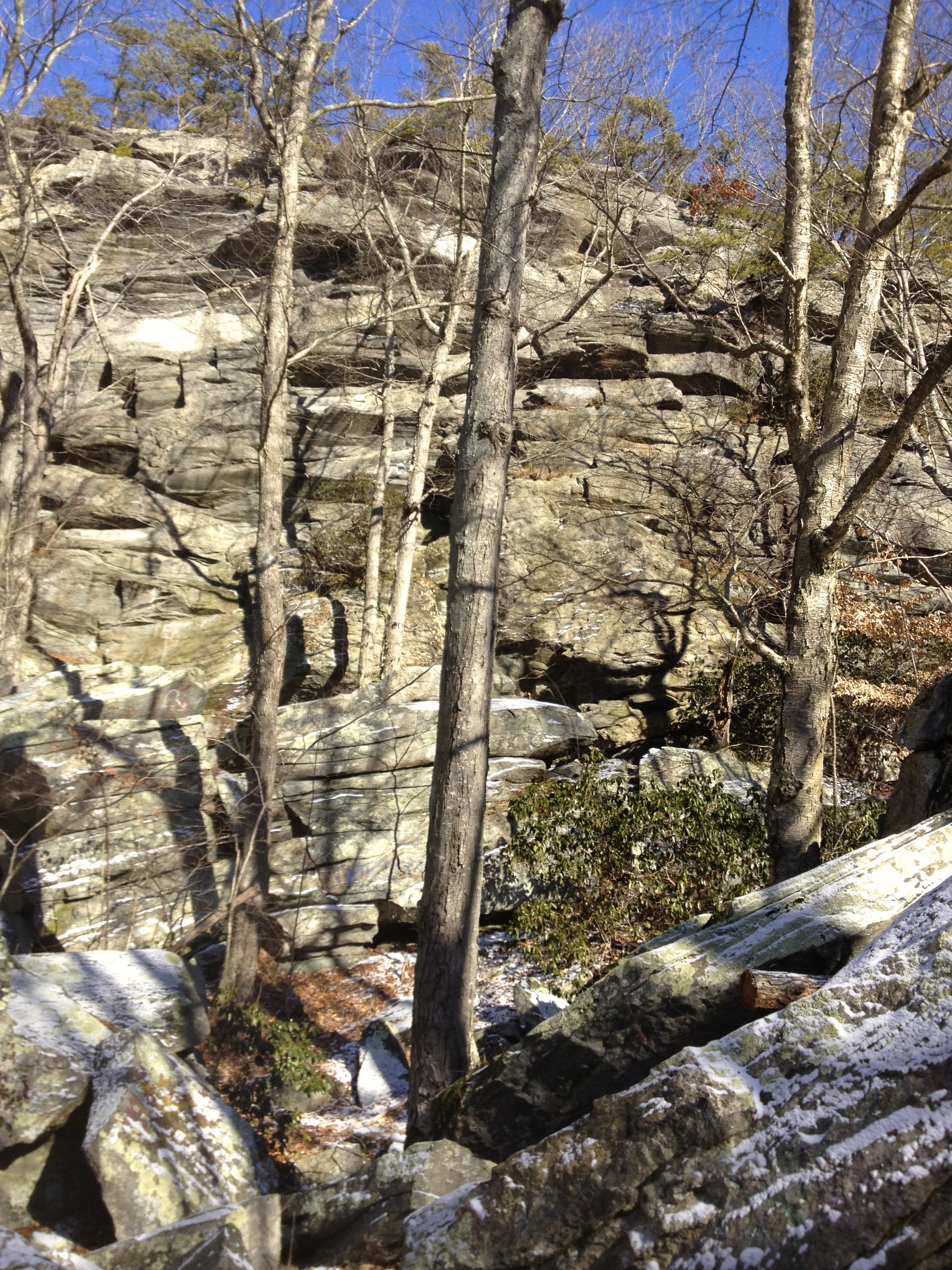
Pine Ledge in Connecticut's Cockaponset State Forest Winthrop/Great Swamp/Pine Ledge Block near Connecticut Route 9.

Pine Ledge ist ein beliebtes Klettergebiet im Cockaponset State Forest etwa 800 m entfernt von Deep River. Die Felsklipe steigt an ihrem südlichen Ende auf 18 m Höhe an und erstreckt sich über etwa 1,6 km nach Norden. Die größeren Klippenteile werden vor allem mit top-roping-Techniken erklettert und es gibt mehrere große Boulders. Die Einheimischen bezeichnen den inzwischen das umliegende Gebiet des Cockaponset State Forest auch als "Pine Ledge."

## Legenden
Eine Moderne Sage versucht zu beweisen, dass eine Felsformation im Park Überbleibsel einer 1500 Jahre alten europäischen Kirche sind.